# Sac Nicté (Izamal)
Sac Nicté es una hacienda y población del municipio de Izamal en el estado de Yucatán localizado en el sureste de México.

## Localización
Sac Nicté se encuentra  al 5 kilómetros del centro de Izamal camino a la población de Tekal de Venegas.

## Origen del nombre
El nombre hace referencia a Sac Nicté (“Flor Blanca”).

## Infraestructura
Entre la infraestructura con la que cuenta:
- Una Hacienda.

## Galería

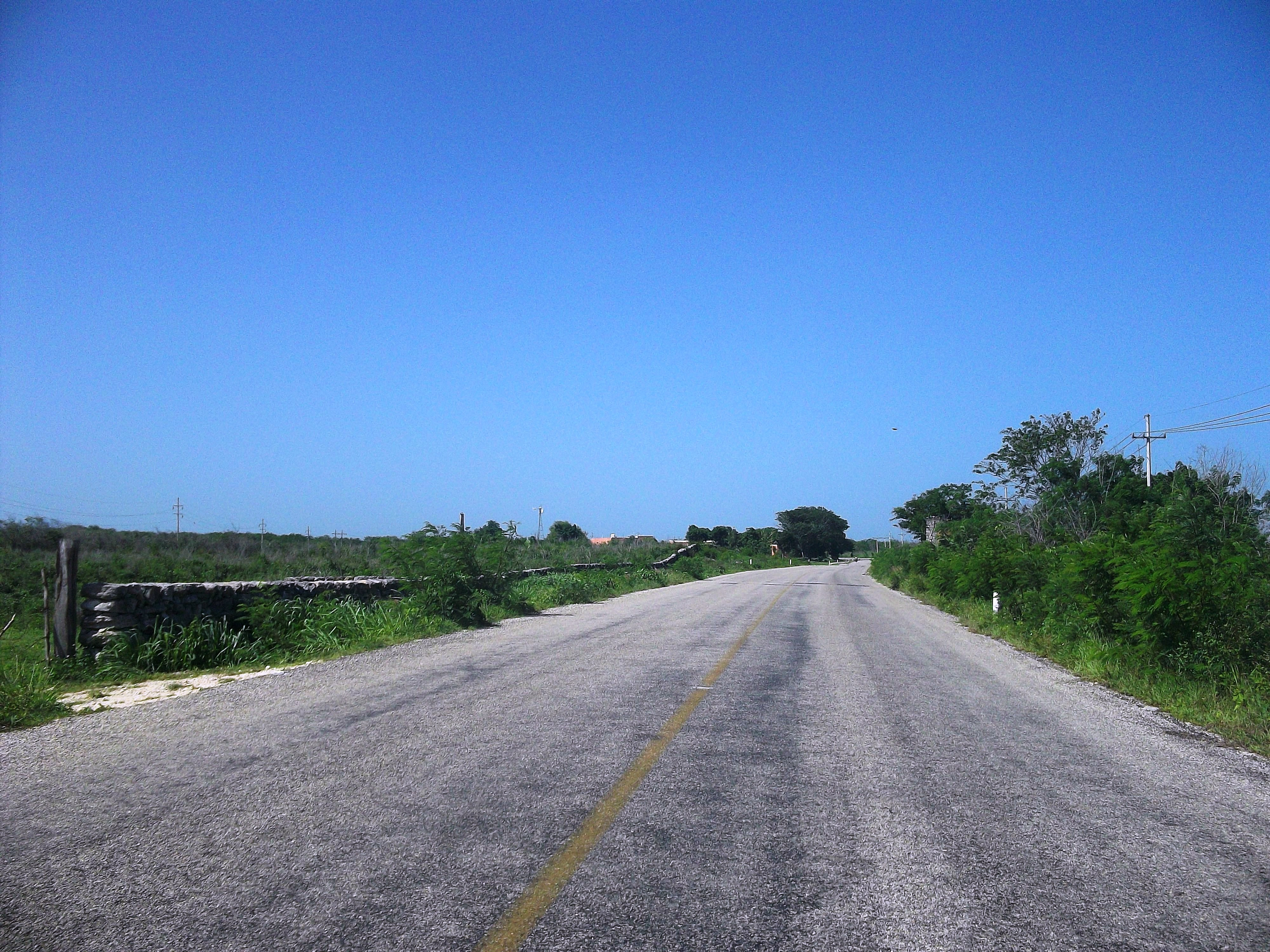
Hacienda de Sac Nicté.
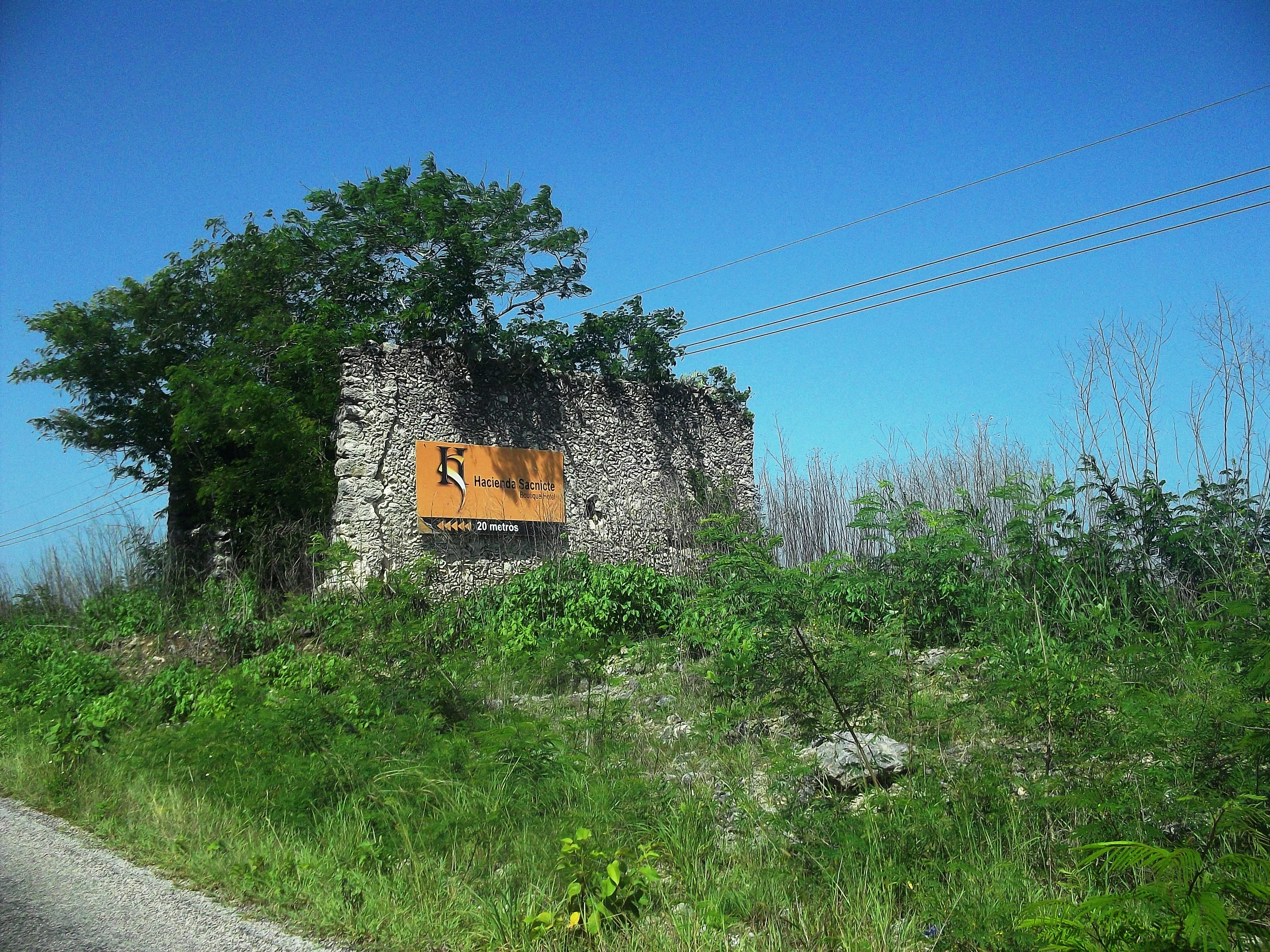
Hacienda de Sac Nicté.
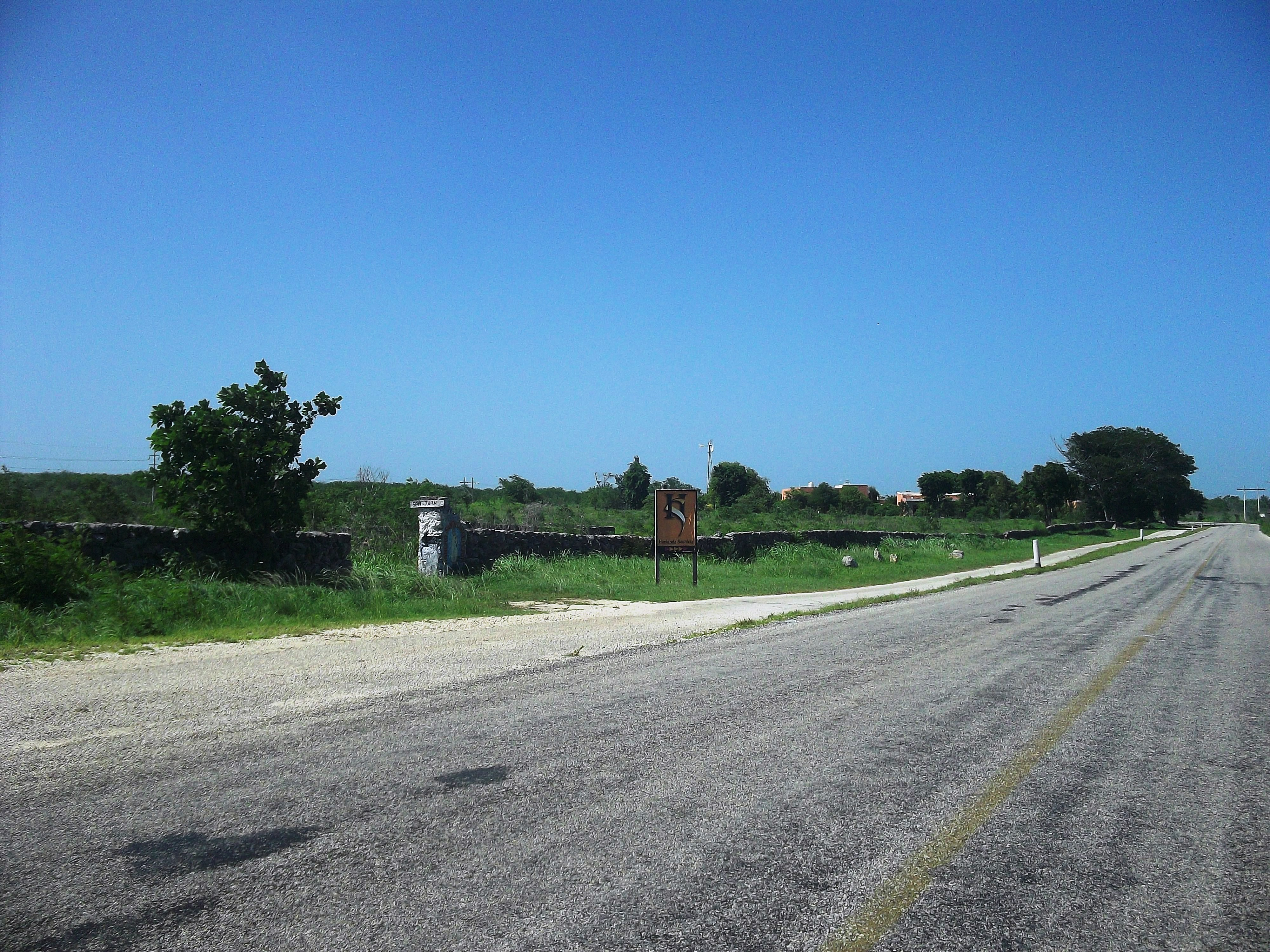
Hacienda de Sac Nicté.
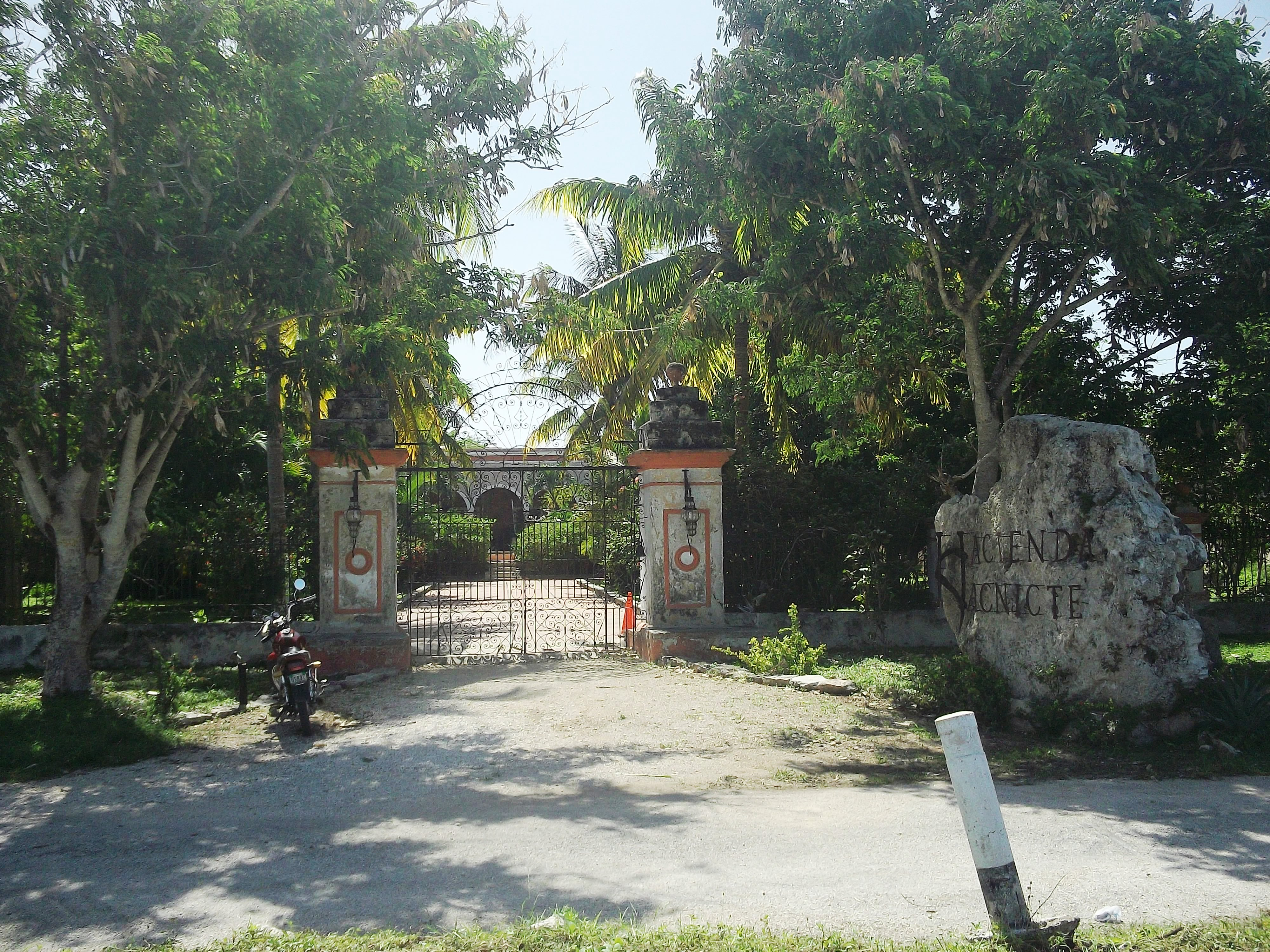
Hacienda de Sac Nicté.
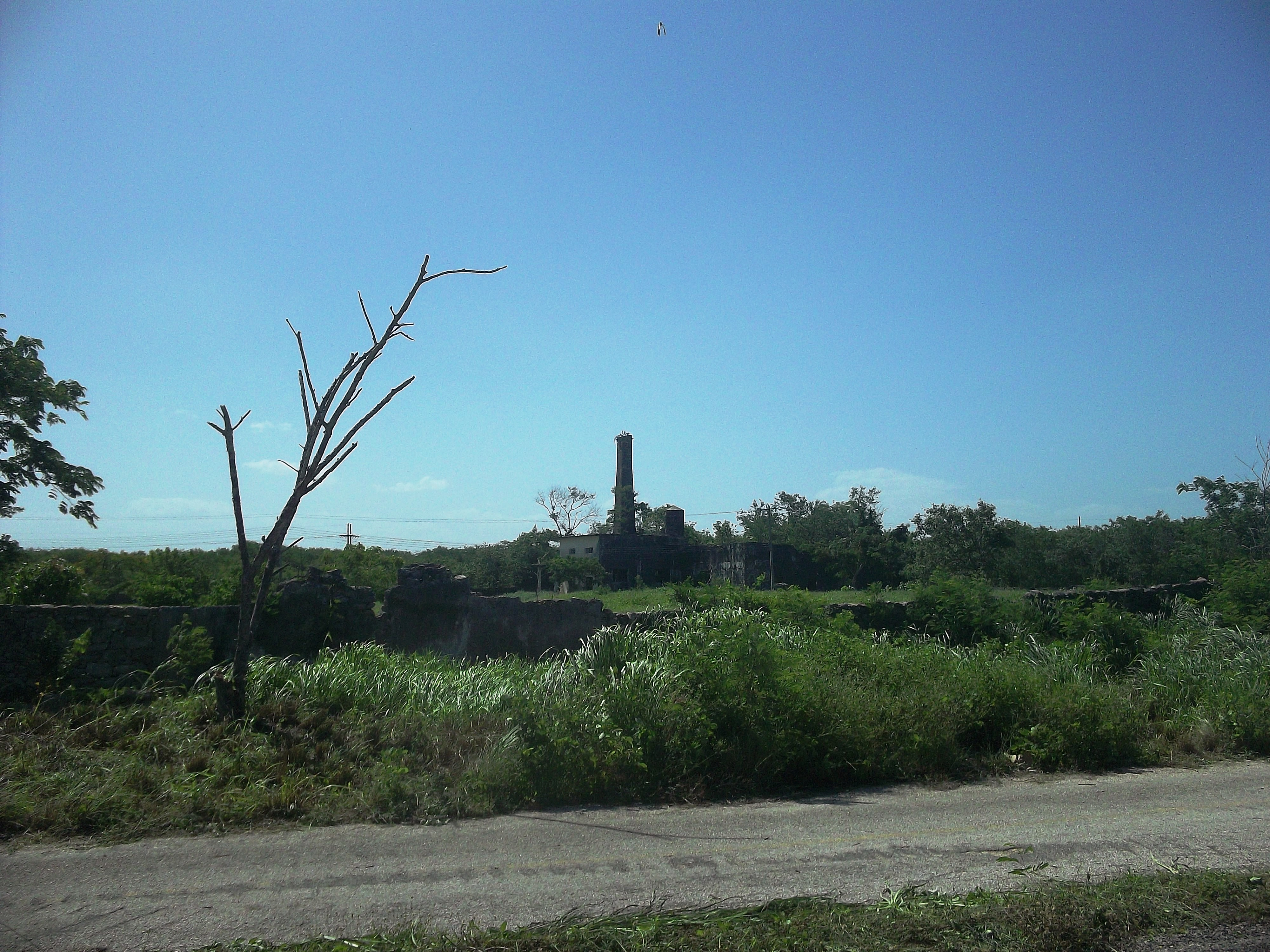
Hacienda de Sac Nicté.